# Élodie Thomis
Élodie Thomis (de son nom complet Élodie Ginette Thomis), née le 13 août 1986 à Colombes, est une ancienne footballeuse française, jouant au poste d'attaquante. Elle a joué à l'Olympique lyonnais et en équipe de France de football. Elle s'est reconvertie en camérawoman.

## Biographie
Élodie Thomis a d'abord pratiqué l'athlétisme et en particulier le sprint (60 m). 

### En club
Après avoir passé deux ans à Montpellier, elle rejoint le club de l'Olympique lyonnais en 2007. Avec le club lyonnais, elle est sacrée championne de France à 11 reprises consécutivement, et remporte cinq Ligue des Champions.
À l'issue de la saison 2017-2018, elle décide de mettre fin à sa carrière de footballeuse, tout comme ses coéquipières Camille Abily et Corine Petit.

### En équipe nationale
Élodie a d'abord débuté en équipe de France des moins de 20 ans.
Elle fait sa première apparition en équipe de France le 6 juin 2005, face à l'Italie. Elle inscrit son premier doublé avec les Bleues le 27 octobre 2007 lors d'un match face à la Serbie.
Elle décide de mettre fin à sa carrière internationale le 5 septembre 2017, après avoir été sélectionné à 141 reprises et avoir inscrit 32 buts avec l'équipe de France.

### Autres activités
Élodie Thomis soutient également la Fondation du Sport : elle a pris part au programme Bien Manger, c'est bien Joué !, programme lancé en 2005 par la Fondation du Sport. Elle a participé à la réalisation de vidéos adressées aux jeunes sportifs pour leur apprendre les bases d'une alimentation adaptée à l'effort physique. Ce programme de la Fondation du Sport sensibilise également les enfants à l'importance de l'activité physique.

## Statistiques
| Saison                | Club                  | Championnat           | Championnat | Championnat | Coupe(s) nationale(s) | Coupe(s) nationale(s) | Compétition(s) continentale(s) | Compétition(s) continentale(s) | Compétition(s) continentale(s) | Mobcast Cup | Mobcast Cup | Total | Total |
| Saison                | Club                  | Division              | M.          | B.          | M.                    | B.                    | Comp.                          | M.                             | B.                             | M.          | B.          | M.    | B.    |
| 2001-2002             | Colombes FF           | -                     |             |             |                       |                       | -                              | -                              | -                              | -           | -           | 0     | 0     |
| Sous-total            | Sous-total            | Sous-total            | 0           | 0           | 0                     | 0                     | -                              | -                              | -                              | -           | -           | 0     | 0     |
| 2002-2003             | CNFE Clairefontaine   | Division 1            | 3+          | 4           | -                     | -                     | -                              | -                              | -                              | -           | -           | 3     | 4     |
| 2003-2004             | CNFE Clairefontaine   | Division 1            | 17          | 15          | -                     | -                     | -                              | -                              | -                              | -           | -           | 17    | 15    |
| 2004-2005             | CNFE Clairefontaine   | Division 1            | 18          | 13          | -                     | -                     | -                              | -                              | -                              | -           | -           | 18    | 13    |
| Sous-total            | Sous-total            | Sous-total            | 38          | 32          | -                     | -                     | -                              | -                              | -                              | -           | -           | 38    | 32    |
| 2005-2006             | Montpellier HSC       | Division 1            | 20          | 3           | 5                     | 2                     | C1                             | 6                              | 2                              | -           | -           | 31    | 7     |
| 2006-2007             | Montpellier HSC       | Division 1            | 22          | 15          | 5                     | 7                     | -                              | -                              | -                              | -           | -           | 27    | 22    |
| Sous-total            | Sous-total            | Sous-total            | 42          | 18          | 10                    | 9                     | -                              | 6                              | 2                              | -           | -           | 58    | 29    |
| 2007-2008             | Olympique lyonnais    | Division 1            | 17          | 7           | 5                     | 3                     | C1                             | 10                             | 4                              | -           | -           | 32    | 14    |
| 2008-2009             | Olympique lyonnais    | Division 1            | 17          | 12          | 3                     | 4                     | C1                             | 6                              | 2                              | -           | -           | 26    | 18    |
| 2009-2010             | Olympique lyonnais    | Division 1            | 16          | 10          | 3                     | 3                     | C1                             | 8                              | 3                              | -           | -           | 27    | 16    |
| 2010-2011             | Olympique lyonnais    | Division 1            | 14          | 7           | 2                     | 3                     | C1                             | 7                              | 1                              | -           | -           | 23    | 11    |
| 2011-2012             | Olympique lyonnais    | Division 1            | 21          | 15          | 6                     | 2                     | C1                             | 7                              | 3                              | -           | -           | 34    | 20    |
| 2012-2013             | Olympique lyonnais    | Division 1            | 16          | 12          | 5                     | 1                     | C1                             | 9                              | 1                              | 2           | 0           | 32    | 14    |
| 2013-2014             | Olympique lyonnais    | Division 1            | 20          | 3           | 4                     | 2                     | C1                             | 4                              | 0                              | -           | -           | 28    | 5     |
| 2014-2015             | Olympique lyonnais    | Division 1            | 15          | 4           | 5                     | 0                     | C1                             | 3                              | 0                              | -           | -           | 23    | 4     |
| 2015-2016             | Olympique lyonnais    | Division 1            | 15          | 2           | 4                     | 2                     | C1                             | 7                              | 1                              | -           | -           | 26    | 5     |
| 2016-2017             | Olympique lyonnais    | Division 1            | 9           | 0           | 5                     | 0                     | C1                             | 2                              | 0                              | -           | -           | 16    | 0     |
| 2017-2018             | Olympique lyonnais    | Division 1            | 9           | 0           | 1                     | 0                     | C1                             | 1                              | 0                              | -           | -           | 11    | 0     |
| Sous-total            | Sous-total            | Sous-total            | 169         | 72          | 43                    | 20                    | -                              | 64                             | 15                             | 2           | 0           | 278   | 107   |
| Total sur la carrière | Total sur la carrière | Total sur la carrière | 249         | 122         | 53                    | 29                    | -                              | 70                             | 17                             | 2           | 0           | 374   | 168   |

| Équipe              | Matches | Buts | Ratio |
| ------------------- | ------- | ---- | ----- |
| CNFE Clairefontaine | 35      | 28   | 0.80  |
| Montpellier HSC     | 58      | 29   | 0.50  |
| Olympique lyonnais  | 265     | 107  | 0.40  |
| Équipe de France    | 141     | 32   | 0.22  |
| Total en carrière   | 498     | 196  | 0.39  |

| Sélection | Année | Matches | Buts |
| --------- | ----- | ------- | ---- |
| France    | 2005  | 4       | 0    |
| France    | 2006  | 6       | 1    |
| France    | 2007  | 9       | 3    |
| France    | 2008  | 6       | 2    |
| France    | 2009  | 17      | 6    |
| France    | 2010  | 5       | 2    |
| France    | 2011  | 17      | 5    |
| France    | 2012  | 19      | 7    |
| France    | 2013  | 16      | 1    |
| France    | 2014  | 13      | 4    |
| France    | 2015  | 12      | 1    |
| France    | 2016  | 10      | 0    |
| France    | 2017  | 7       | 0    |
| Total     | Total | 141     | 32   |

## Palmarès

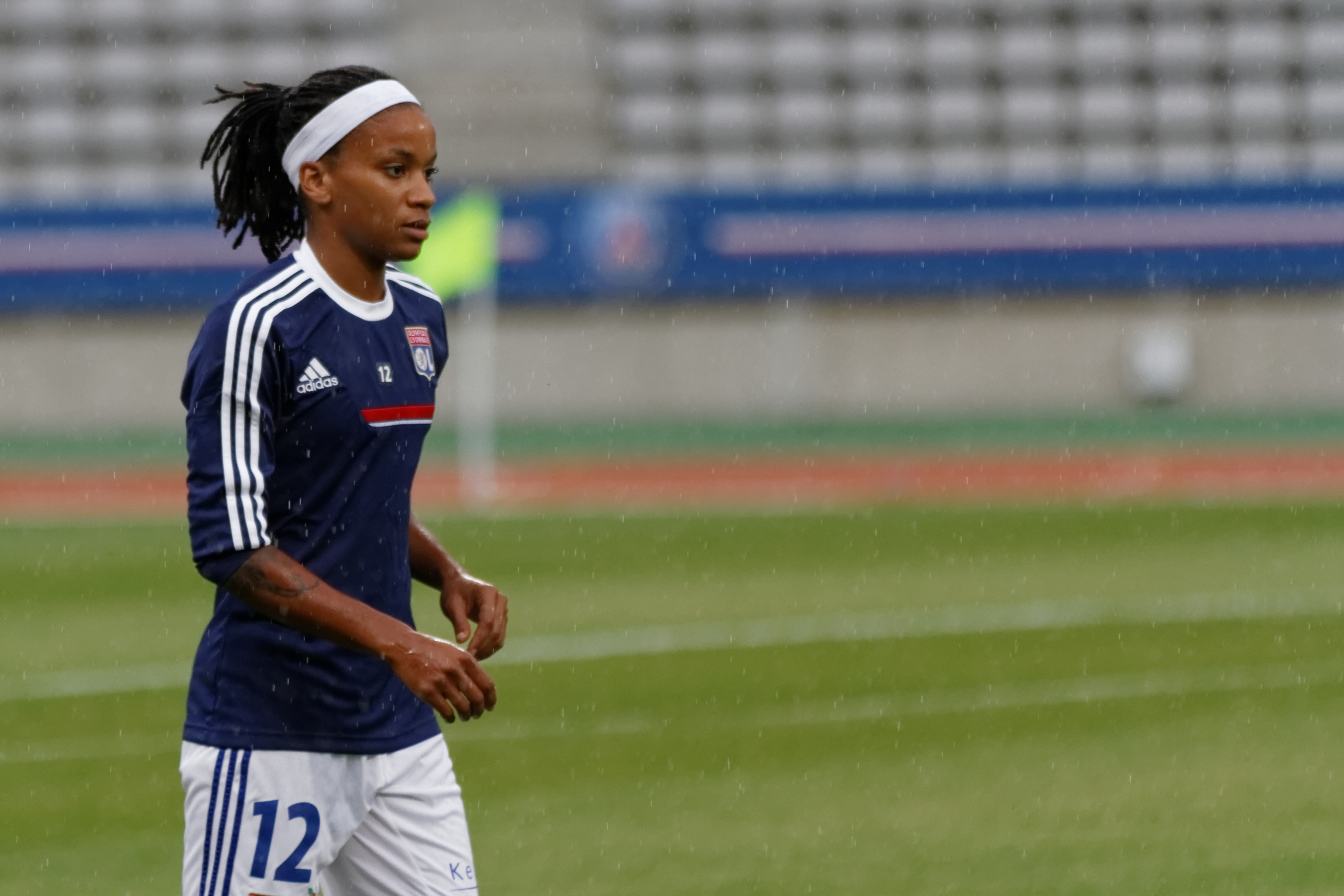
Élodie Thomis lors de PSG-OL en 2013.

### En sélection
Équipe de France U-19 :
- Vainqueur du Championnat d'Europe en 2003 (1)
- Finaliste du Championnat d'Europe en 2005

 Équipe de France :
- Vainqueur du Tournoi de Chypre en 2012 (1)
- Vainqueur de la SheBelieves Cup en 2017 (1)
- Finaliste de l'Algarve Cup en 2015

### En club
Montpellier HSC :
- Vainqueur du Challenge de France en 2006 et 2007 (2)

 Olympique lyonnais :
- Vainqueur du Championnat de France en 2008, 2009, 2010, 2011, 2012, 2013, 2014, 2015, 2016, 2017 et 2018 (11)
- Vainqueur de la Coupe de France en 2008, 2012, 2013, 2014, 2015, 2016 et 2017 (7)
- Vainqueur de la Ligue des Champions en 2011, 2012, 2016, 2017 et 2018 (5)
- Vainqueur de la Mobcast Cup en 2012 (1)
- Vainqueur de la Valais Cup en 2014 (1)
- Finaliste de la Ligue des Champions en 2010 et 2013